# Aeonium sect. Greenovia
Aeonium sect. Greenovia ist eine Sektion aus der Gattung Aeonium. Der  botanische Name Greenovia ehrt den englischen Geologen George Bellas Greenough.

## Beschreibung
Die Arten der Sektion Greenovia unterscheiden sich von der Gattung durch folgende Merkmale: Die ziemlich kleinen Rosetten sind einzeln oder bilden Ausläufer. Die Laubblätter haben teilweise einen durchscheinenden Rand oder sind dicht drüsenhaarig. Der Blütenstand ist dicht beblättert und bildet mehr oder weniger kompakte Scheindolden. Die 18- bis 32-zähligen Blüten sind tiefgelb.

## Systematik und Verbreitung
Die Arten der Sektion Greenovia sind auf den Kanarischen Inseln verbreitet.
Nach Reto Nyffeler umfasst die Sektion Greenovia folgende Arten:
- Aeonium aizoon (Bolle) T.Mes
- Aeonium aureum (C.Sm. ex Hornem.) T.Mes
- Aeonium diplocyclum (Webb ex Bolle) T.Mes
- Aeonium dodrantale (Willd.) T.Mes

Weiterhin gehören folgende Hybriden in die Sektion:
- Aeonium × bramwellii G.D.Rowley
- Aeonium × cabrerae (A.Santos) Bañares
- Aeonium × extinctum (P.V.Heath) Tavorm. & S.Tavorm.
- Aeonium × lambii (Voggenr.) Tavorm. & S.Tavorm.
- Aeonium × laxiflorum (Macarrón & Bañares) Tavorm. & S.Tavorm.
- Aeonium × riosjordanii (Macarrón & Bañares) Tavorm. & S.Tavorm.
- Aeonium × rowleyi Bramwell
- Aeonium × tijarafensis (A.Santos) Bañares

## Nachweise